# غده جانبی نری

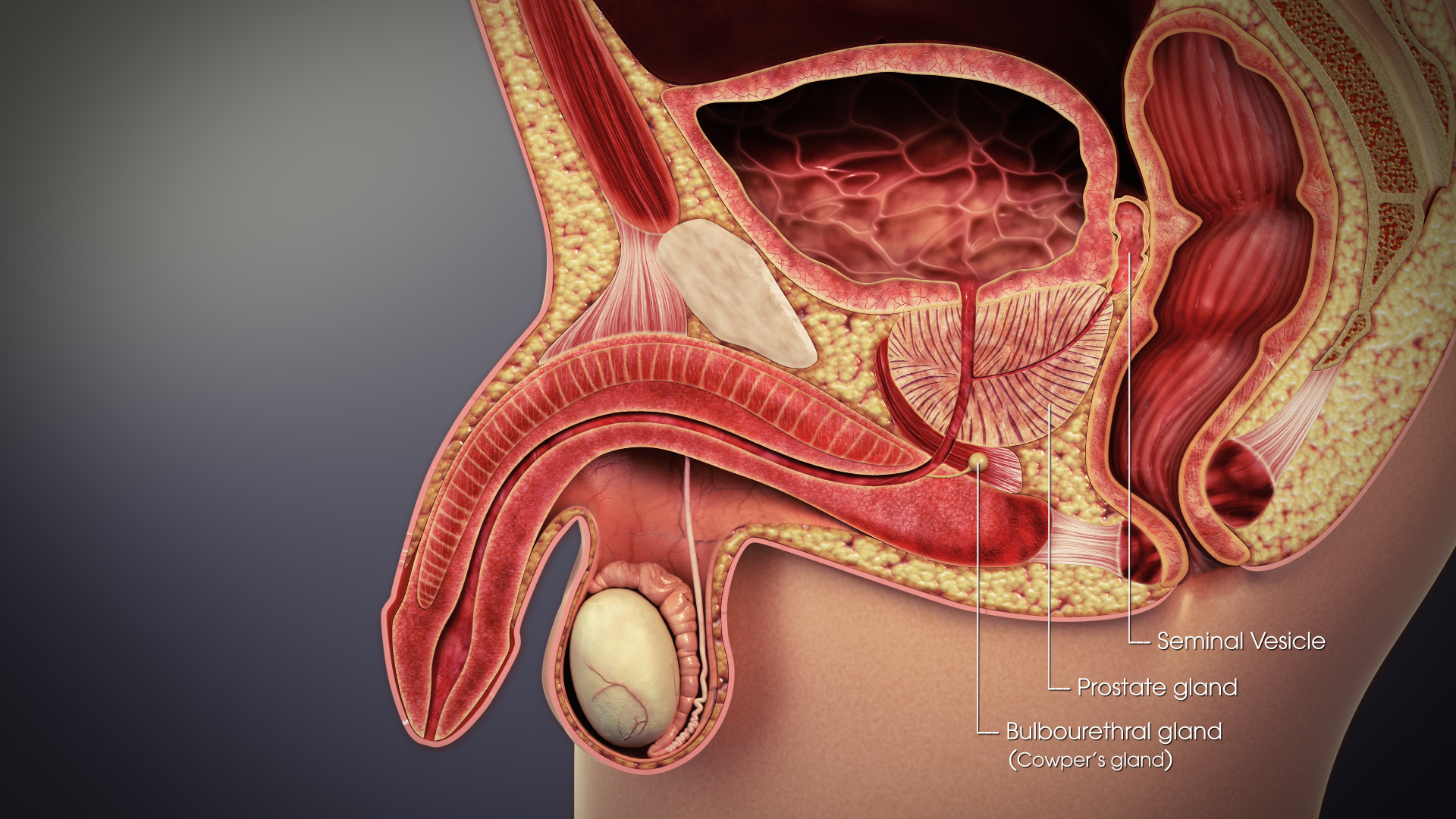
غده جانبی مردانه در یک انیمیشن پزشکی سه‌بعدی ارائه شده‌است

غده‌های جانبی نری (MAG) در انسان عبارتند از کیسه منی، غده پروستات و غدد پیازی-میزراهی (که غدد کاوپر نیز (Cowper's glands) نامیده می‌شود). در حشرات، غدد جانبی نری محصولاتی تولید می‌کنند که برای محافظت و حفظ اسپرم با اسپرم ترکیب می‌شوند، از جمله پروتئین‌های مایع منی. برخی از حشره‌کش‌ها می‌توانند سبب افزایش محتوای پروتئین غدد جانبی نری در انواع خاصی از حشرات شوند. این تأثیر ناخواسته بر افزایش تعداد فرزندان تولیدشده را دارد.
این غدد مایعی را برای تغذیه اسپرم ترشح می‌کنند.
غدد جانبی نری عبارتند از غده آمپولار، کیسه منی، پروستات، غده پیازی-میزراهی و غدد مجرای ادرار.